# Bogotásletten
Bogotásletta (spansk: Sabana de Bogotá) er en slette i centrum af Colombia. Den udgør den sydligste del af Den cundiboyacanske højslette, og befinder sig gennemsnitligt 2600 meters over havet. Den er opkaldt efter landets hovedstad Bogotá, som ligger på sletten.
5°11′47″N 73°57′31″V / 5.19626°N 73.9586°V